# 世界カンペ旅
『世界カンペ旅』（せかいカンペたび）は、2017年4月4日（3日深夜）から4月25日（24日深夜）までテレビ朝日で放送されていたバラエティ番組である。
放送時間は火曜1:56 - 2:21（月曜深夜。『ネオバラ3』月曜版『キタイチ』）に放送。全4回放送。

## 概要
人気芸人「三四郎」が現地語（タイ語）で書かれたカンペだけを頼りに、目的地を目指すという過酷な旅番組。
今回は タイを訪れ、首都バンコクを出発して、世界遺産・アユタヤ遺跡を目指す。

## 出演
- 三四郎

## スタッフ
- ナレーション：佐々木亮太
- 構成：池谷勇太、太崎泰義
- カメラ：柴田優
- 音声：後藤龍幸
- 編集：岩品博之、伊藤さやか
- MA：植木俊彦
- 音効：岡田淳一
- TK：長谷川夏子
- 編成：吉冨大輔、須藤なぎさ
- 宣伝：堀場綾技子
- アシスタントプロデューサー：貞本有紀
- ディレクター：荷見基成、田村秋男
- 演出：山本雅一
- プロデューサー：山岡重樹、金佐智絵、千葉洋美
- ゼネラルプロデューサー：加地倫三
- 技術協力：スウィッシュ・ジャパン、AZABU PLAZA
- 制作協力：SPIN GLASS
- 制作著作：テレビ朝日